# Nduka Odizor
 (novembre 2020).
Si vous disposez d'ouvrages ou d'articles de référence ou si vous connaissez des sites web de qualité traitant du thème abordé ici, merci de compléter l'article en donnant les références utiles à sa vérifiabilité et en les liant à la section « Notes et références ».
Nduka Odizor est un joueur de tennis professionnel nigérian, né le 9 août 1958 à Lagos. Ses performances dans les années 1980 font de lui le meilleur joueur de tennis de l'histoire du Nigeria et l'un des meilleurs du continent africain.

## Carrière
- Il eut son heure de célébrité en battant Guillermo Vilas au 1er tour de Wimbledon en 1983.
- En 1987 au tournoi sur herbe du Queen's il bat Guy Forget 7-6, 4-6 et 22-20, ce qui est le record du nombre de jeux dans un match en 3 sets.
- Au côté de David Dowlen, il a gagné le plus long tie break dans un set décisif en double en battant Tim et Tom Gullikson 7-5, 6-7, 7-6 (19-17) à Boca West en 1984.

## Palmarès

### Titre en simple messieurs
| No | Date       | Nom et lieu du tournoi              | Catégorie | Dotation | Surface         | Finaliste   | Score         |  |
| -- | ---------- | ----------------------------------- | --------- | -------- | --------------- | ----------- | ------------- |  |
| 1  | 07-11-1983 | Tournoi de tennis de Taïwan, Taïwan |           | 75 000 $ | Moquette (int.) | Scott Davis | 6-4, 3-6, 6-4 |  |

### Titres en double messieurs
| No | Date       | Nom et lieu du tournoi                            | Catégorie    | Dotation  | Surface         | Partenaire           | Finalistes                       | Score         |          |
| -- | ---------- | ------------------------------------------------- | ------------ | --------- | --------------- | -------------------- | -------------------------------- | ------------- | -------- |
| 1  | 28-02-1983 | Copa Monterrey Monterrey                          |              | 75 000 $  | Moquette (int.) | David Dowlen         | Andy Andrews John Sadri          | 3-6, 6-3, 6-4 | Parcours |
| 2  | 12-09-1983 | Paine Webber Classic Dallas                       |              | 200 000 $ | Dur (ext.)      | Van Winitsky         | Steve Denton Sherwood Stewart    | 6-3, 7-5      |          |
| 3  | 07-05-1984 | WCT Tournament of Champions New York              |              | 300 000 $ | Terre (ext.)    | David Dowlen         | Ernie Fernandez David Pate       | 7-6, 7-5      |          |
| 4  | 08-10-1984 | Tournoi de tennis du Japon Tokyo                  |              | 100 000 $ | Dur (ext.)      | David Dowlen         | Mark Dickson Steve Meister       | 6-7, 6-4, 6-3 |          |
| 5  | 09-12-1985 | New South Wales Open Sydney                       |              | 125 000 $ | Gazon (ext.)    | David Dowlen         | Broderick Dyke Wally Masur       | 6-4, 7-6      | Parcours |
| 6  | 01-01-1990 | Australian Men's Hardcourt Championships Adélaïde | World Series | 125 000 $ | Dur (ext.)      | Andrew Castle        | Alexander Mronz Michiel Schapers | 7-6, 6-2      |          |
| 7  | 08-10-1990 | Riklis Israel Tennis Center Classic Tel Aviv      | World Series | 125 000 $ | Dur (ext.)      | Christo van Rensburg | Ronnie Båthman Rikard Bergh      | 6-3, 6-4      |          |

### Finales en double messieurs
| No | Date       | Nom et lieu du tournoi                  | Catégorie  | Dotation  | Surface         | Vainqueurs                      | Partenaire   | Score         |          |
| -- | ---------- | --------------------------------------- | ---------- | --------- | --------------- | ------------------------------- | ------------ | ------------- | -------- |
| 1  | 26-03-1984 | Paine Webber Classic Boca Raton         |            | 350 000 $ | Dur (ext.)      | Mark Edmondson Sherwood Stewart | David Dowlen | 4-6, 6-1, 6-4 |          |
| 2  | 02-04-1984 | Tournoi de tennis de River Oaks Houston |            | NC $      | NC              | Pat Cash Paul McNamee           | David Dowlen | 7-5, 4-6, 6-3 |          |
| 3  | 21-10-1985 | Melbourne Indoor Melbourne              | Grand Prix | 100 000 $ | Moquette (int.) | Brad Drewett Matt Mitchell      | David Dowlen | 4-6, 7-6, 6-4 |          |
| 4  | 22-02-1988 | Open de Lorraine Metz                   |            | 93 400 $  | Moquette (int.) | Jaroslav Navrátil Tom Nijssen   | Rill Baxter  | 6-2, 6-7, 7-6 | Parcours |

## Parcours dans les tournois duGrand Chelem

### En simple
| Année | Open d'Australie | Open d'Australie | Internationaux de France | Internationaux de France | Wimbledon       | Wimbledon       | US Open         | US Open    | Open d'Australie | Open d'Australie |
| ----- | ---------------- | ---------------- | ------------------------ | ------------------------ | --------------- | --------------- | --------------- | ---------- | ---------------- | ---------------- |
| 1982  | n.o.             | n.o.             | —                        | —                        | 2e tour (1/32)  | M. Wilander     | 2e tour (1/32)  | R. Lutz    | —                | —                |
| 1983  | n.o.             | n.o.             | —                        | —                        | 1/8 de finale   | C. Lewis        | 1er tour (1/64) | L. Bourne  | 2e tour (1/32)   | M. Hocevar       |
| 1984  | n.o.             | n.o.             | —                        | —                        | 2e tour (1/32)  | Bo. Becker      | —               | —          | —                | —                |
| 1985  | n.o.             | n.o.             | —                        | —                        | 2e tour (1/32)  | J. McEnroe      | 3e tour (1/16)  | T. Mayotte | 3e tour (1/16)   | J. McEnroe       |
| 1986  | n.o.             | n.o.             | 1er tour (1/64)          | L. Duncan                | 1er tour (1/64) | M. Kratzmann    | 2e tour (1/32)  | B. Gilbert | n.o.             | n.o.             |
| 1987  | 1er tour (1/64)  | D. Rostagno      | —                        | —                        | 1er tour (1/64) | S. Giammalva Jr | 3e tour (1/16)  | H. Leconte | n.o.             | n.o.             |
| 1988  | —                | —                | —                        | —                        | 1er tour (1/64) | M. Šrejber      | —               | —          | n.o.             | n.o.             |
| 1989  | —                | —                | —                        | —                        | —               | —               | —               | —          | n.o.             | n.o.             |
| 1990  | 2e tour (1/32)   | W. Masur         | —                        | —                        | —               | —               | 1er tour (1/64) | Tommy Ho   | n.o.             | n.o.             |

N.B. : à droite du résultat se trouve le nom de l'ultime adversaire.

### En double
| Année | Open d'Australie                                                                   | Open d'Australie                                                             | Internationaux de France                                                                 | Internationaux de France                                                             | Wimbledon                                                                      | Wimbledon                                                                             | US Open                                                                              | US Open | Open d'Australie | Open d'Australie |
| ----- | ---------------------------------------------------------------------------------- | ---------------------------------------------------------------------------- | ---------------------------------------------------------------------------------------- | ------------------------------------------------------------------------------------ | ------------------------------------------------------------------------------ | ------------------------------------------------------------------------------------- | ------------------------------------------------------------------------------------ | ------- | ---------------- | ---------------- |
| 1981  | n.o.                                                                               | n.o.                                                                         | —                                                                                        | —                                                                                    | —                                                                              | —                                                                                     | 1er tour (1/32) D. Dowlen \|\| style="text-align:left;" \| R. Ramírez V. Winitsky    | —       | —                |                  |
| 1982  | n.o.                                                                               | n.o.                                                                         | —                                                                                        | —                                                                                    | 1/8 de finale D. Dowlen \|\| style="text-align:left;" \| P. Fleming J. McEnroe | 1er tour (1/32) D. Dowlen \|\| style="text-align:left;" \| M. Doyle C. Leeds          | —                                                                                    | —       |                  |                  |
| 1983  | n.o.                                                                               | n.o.                                                                         | —                                                                                        | —                                                                                    | 1er tour (1/32) D. Dowlen \|\| style="text-align:left;" \| K. Curren S. Denton | 1/4 de finale D. Dowlen \|\| style="text-align:left;" \| P. Cash J. Fitzgerald        | 1/8 de finale D. Dowlen \|\| style="text-align:left;" \| Ti. Gullikson To. Gullikson |         |                  |                  |
| 1984  | n.o.                                                                               | n.o.                                                                         | —                                                                                        | —                                                                                    | —                                                                              | —                                                                                     | —                                                                                    | —       | —                | —                |
| 1985  | n.o.                                                                               | n.o.                                                                         | —                                                                                        | —                                                                                    | 2e tour (1/16) D. Dowlen \|\| style="text-align:left;" \| E. Edwards C. Strode | 2e tour (1/16) D. Dowlen \|\| style="text-align:left;" \| J. Fitzgerald M. Mitchell   | 2e tour (1/16) M. Leach \|\| style="text-align:left;" \| D. Cassidy T. Warneke       |         |                  |                  |
| 1986  | n.o.                                                                               | n.o.                                                                         | —                                                                                        | —                                                                                    | 2e tour (1/16) C. Cox \|\| style="text-align:left;" \| W. Fibak G. Forget      | 2e tour (1/16) C. Cox \|\| style="text-align:left;" \| J. Fitzgerald T. Šmíd          | n.o.                                                                                 | n.o.    |                  |                  |
| 1987  | 1/8 de finale T. Mmoh \|\| style="text-align:left;" \| A. Emerson D. Tyson         | —                                                                            | —                                                                                        | —                                                                                    | —                                                                              | 2e tour (1/16) B. Testerman \|\| style="text-align:left;" \| A. Gómez S. Živojinović  | n.o.                                                                                 | n.o.    |                  |                  |
| 1988  | —                                                                                  | —                                                                            | —                                                                                        | —                                                                                    | 2e tour (1/16) E. Korita \|\| style="text-align:left;" \| E. Edwards G. Muller | —                                                                                     | —                                                                                    | n.o.    | n.o.             |                  |
| 1989  | —                                                                                  | —                                                                            | 1er tour (1/32) J.-P. Fleurian \|\| style="text-align:left;" \| M. De Palmer G. Donnelly | —                                                                                    | —                                                                              | 1er tour (1/32) P. Williamson \|\| style="text-align:left;" \| S. Davis D. Pate       | n.o.                                                                                 | n.o.    |                  |                  |
| 1990  | 1er tour (1/32) A. Castle \|\| style="text-align:left;" \| P. Henricsson N. Utgren | 1er tour (1/32) P. Wekesa \|\| style="text-align:left;" \| D. Rikl T. Anzari | 1er tour (1/32) P. Wekesa \|\| style="text-align:left;" \| K. Kinnear B. Pearce          | 1er tour (1/32) P. Wekesa \|\| style="text-align:left;" \| P. Chamberlin T. Wilkison | n.o.                                                                           | n.o.                                                                                  |                                                                                      |         |                  |                  |
| 1991  | 1er tour (1/32) T. Wilkison \|\| style="text-align:left;" \| C. Beckman S. Cannon  | —                                                                            | —                                                                                        | —                                                                                    | —                                                                              | 1er tour (1/32) B. Shelton \|\| style="text-align:left;" \| N. Borwick S. Youl        | n.o.                                                                                 | n.o.    |                  |                  |
| 1992  | —                                                                                  | —                                                                            | —                                                                                        | —                                                                                    | 1er tour (1/32) D. Pérez \|\| style="text-align:left;" \| R. Båthman R. Bergh  | 1er tour (1/32) P. Henricsson \|\| style="text-align:left;" \| H. Holm B.-O. Pedersen | n.o.                                                                                 | n.o.    |                  |                  |

N.B. : le nom du ou de la partenaire se trouve sous le résultat ; les noms des ultimes adversaires se trouvent à droite.